# زاغة عليا (مقاطعة ديواندرة)
زاغة عليا (بالفارسية: زاغه علیا) هي قرية تقع في قسم كولة الريفي (مقاطعة ديواندرة) في إيران. يقدر عدد سكانها بـ 401 نسمة بحسب إحصاء 2016.